# Азімов Мумінджан
Мумінджан Азімов (1904, місто Старий Маргелан, тепер місто Маргілан, Узбекистан — 1948, місто Ташкент, тепер Узбекистан) —  радянський узбецький діяч, 1-й секретар Організаційного бюро ЦК КП(б) Узбекистану по Ферганській області, заступник голови Ради народних комісарів Узбецької РСР. Депутат Верховної ради Узбецької РСР 1—2-го скликань.

## Життєпис
Народився в родині робітника-пекаря. З 1914 по 1920 рік працював робітником-мукосівом у пекаря в місті Скобелеві (Фергані). У 1919 році вступив до комсомолу.
З 1920 по 1921 рік — учень слюсаря школи-комуни в місті Скобелеві.
У грудні 1921 — 1924 року — студент підготовчого відділення робітничого факультету в Ташкенті, закінчив два курси. З 1924 по грудень 1925 року хворів, проживав у Фергані.
Член РКП(б) з квітня 1925 року.
У січні — липні 1926 року — вихователь інтернату в Самарканді.
У серпні 1926 — жовтні 1928 року — робітник-фіксажист на кінофабриці в Ташкенті.
У жовтні 1928 — квітні 1929 року — робітник-молотобоєць механічних майстерень у Ташкенті.
У 1929 році — голова Курган-Тюбинської окружної ради професійних спілок Таджицької РСР.
З 1929 по грудень 1930 року — начальник управління ощадних кас у Самарканді.
У грудні 1930 — січні 1934 року — секретар партійної колегії Центральної контрольної комісії КП(б) Узбекистану в Ташкенті.
З січня 1934 по серпень 1935 року — слухач курсів марксизму-ленінізму в Москві.
У серпні 1935 — квітні 1937 року — 1-й секретар Каганського районного комітету КП(б) Узбекистану.
У квітні — жовтні 1937 року — член партійної колегії, уповноважений Комісії партійного контролю при ЦК ВКП(б) по Узбекистану в місті Ташкенті.
У жовтні 1937 — березні 1938 року — 1-й секретар Наманганського міського комітету КП(б) Узбекистану.
У лютому — липні 1938 року — 1-й секретар Організаційного бюро ЦК КП(б) Узбекистану по Ферганській області.
У липні 1938 — 4 липня 1941 року — заступник голови Ради народних комісарів Узбецької РСР.
4 липня 1941 — серпень 1945 року — народний комісар харчової промисловості Узбецької РСР.
У вересні 1945 — січні 1947 року — 1-й секретар Ташкентського сільського районного комітету КП(б) Узбекистану Ташкентської області.
З січня по червень 1947 року не працював, хворів.
У червні 1947 — 1948 року — міністр лісового господарства Узбецької РСР.
Помер у 1948 році в Ташкенті.

## Нагороди
- орден Трудового Червоного Прапора (1944)
- три ордени «Знак Пошани» (1939, 1942, 1946)
- медалі